# Ożaglowanie gaflowe

Ożaglowanie gaflowe

Ożaglowanie gaflowe – rodzaj ożaglowania skośnego z czworokątnym żaglem rozpiętym pomiędzy masztem, biegnącym skośnie drzewcem - gaflem i opcjonalnie bomem. Żagiel do masztu przymocowany jest w sposób umożliwiający jego swobodne przesuwanie, podczas stawiania lub zrzucania, np. segarsami. Rezygnacja z bomu umożliwia pracę żagla z dłuższym likiem dolnym niż odległość między masztami.
Żagiel gaflowy wyewoluował z żagla łacińskiego, poprzez stopniowe skracanie przedniej części rejki, aż do ostatecznego oparcia jej o maszt. Najczęściej stosowany główny żagiel skośny na szkunerach, brygantynach i barkentynach, na barkach i fregatach używany jako żagiel dodatkowy na ostatnim maszcie. Dawniej bardzo popularny na jednomasztowcach, obecnie niemal wyparty przez żagiel bermudzki. Odmianą ożaglowania gaflowego jest guari, w którym gafel biegnie niemal pionowo.
W porównaniu do żagla bermudzkiego, przy tej samej powierzchni ma niżej położony środek ożaglowania, dzięki czemu powoduje mniejsze przechyły, ale jego wadą jest mniejsza sprawność na ostrych kursach. Pozwala na postawienie topsla - dodatkowego żagla nad gaflem. 
Zazwyczaj uniemożliwia zastosowanie achtersztagu i w związku z tym przy większym żaglu wymusza montowanie baksztagów.

Budowa żagla gaflowego: 1, 2, 3, 4 - lik przedni, dolny, wolny (tylny), górny; 5, 6, 7, 8 - róg gaflowy, halsowy, szotowy, pikowy; 9, 10, 11, 12, 13, 14 - ucho gaflowe, refowe przednie, halsowe, szotowe, refowe tylne, pikowe; 15 - banta, 16 - liklina, 17 - kieszeń, 18 - bryty, 19 - refbanta, 20 - remizka, 21 - refsejzing